# Акопян, Жан Ишханович
Акопян Жан Ишханович (арм. Ժան Հակոբյան, род. 26 августа 1936 года, г. Степанаван, Арм. ССР, СССР — 2 февраля 2021) — советский и армянский энзимолог-биотехнолог.
Широко известный на международном уровне учёный в области молекулярной биологии и биохимии ферментов, внесший существенный вклад в разработку фундаментальных и прикладных проблем науки. Он автор 250 научных публикаций по энзимологии ряда ключевых ферментов, разработок по трансгенным животным, созданию и практическому внедрению биохимических препаратов, закрепленных авторскими свидетельствами и международными патентами. В ряде указанных направлений, например, получению трансгенных животных Ж. И. Акопян явился пионером их практического внедрения в Армении.

## Биография
Окончив с отличием Ереванский Медицинский институт, Ж. И. Акопян, в течение 15 лет работал в Московском институте Медицинской и биологической химии АМН СССР, где получил степени кандидата медицинских и доктора биологических наук. Квалифицировался в известных зарубежных центрах Англии и Франции, был приглашенным профессором VII университета Парижа, внес большой вклад в развитие науки Армении, внедрений её достижений в практику, подготовки молодых и квалифицированных специалистов.
Ж. И. Акопян возглавлял в течение ряда лет Институт экспериментальной биологии, Международный научно-образовательный Центр и Институт микробиологии НАН РА, состоит членом многих Ученых советов, редколлегии научных журналов, руководит научно-прикладными разработками, проектами и контрактами. В настоящее время работает заведующим лабораторией молекулярной энзимологии ИМБ НАН РА и советник НРО "Армбиотехнология" НАН РА.
Велики заслуги Ж. И. Акопяна в подготовке научных кадров, под его руководством защищена 21 кандидатская диссертация, вел курсы специализации студентов в Ереванском государственном университете.
Области специализации: биотехнология, молекулярная энзимология, прикладная генетическая инженерия (направление организовано с составе лаборатории впервые в Армении).

## Основные научные достижения и внедренческие разработки
- дана полная характеристика нового феномена -«трансформация ферментов» (J.Biol.Chem. 246,4610, 1971, Радиационная биохимия, стр. 164—191, 1975, Атомиздат, Москва под редакцией член-корр. АН СССР А. М. Кузина)
- из мутантного штамма кишечной палочки была выделена и описана новая S1-подобная нуклеаза (Биохимия, том 44, стр.990, 1979). Расшифрована молекулярная топография активных групп и место рибофуранозилсвязывающего участка в активном центре креатинкиназы (Physicochem. Biol. v. 9, 1989, pp 49–85). В селе Бурастан (Арташатский район, Армения)
- была создана единственная в РА биотехнологическая лаборатория (совместно с кафедрой эмбриологии МГУ) по пересадке генетических конструкций, получаемых в руководимой им лаборатории методами генной инженерии, в реципиентные коровы с направленными генетическими свойствами. Получено 7 телят с заданными генетическими характеристиками.
- Методом микроинъекции индивидуальных генов в зиготы ранних эмбрионов и икры получены трансгенные мыши и рыбы-сиг (середина 80-х годов). Анализ показал интеграцию искомых последовательностей гена гормона роста быка и экспрессию на уровне транскрипции в мышечных тканях животных (Симпозиум СССР-ФРГ, материалы стр.46, 1989, Биол. ж. Армении, 45, стр. 15, 1992)
- совместно с лабораторией нуклеиновых кислот Института молекулярной биологии НАН РА и ВНИИ ящура разработан на основе двуспиральной РНК принципиально новый способ неспецифической профилактики ящура свиней и болезни Ньюкасла кур (А.с. SU — 1367197А, патенты РА 1906 А2, 2213 А, 2393 А, Ветеринарная патология, т. 41, стр. 107, 2012).
- В Институте микробиологии НАН РА под его руководством был разработан принципиально новый подход совмещенного использования природного цеолита с нитрагином — патент Республики Франция № 0603146, 2008 г.

## Награды и звания
Член-корр НАН РА, избран членом Европейской Академии наук, является членом Международной Научной Академии «Арарат» (Париж), Нью-Йоркской Академии, Инженерной Академии РА, член редакционного совета "Биологического журнала Армении", член Специализированного Совета по присуждению ученых степеней, награждён медалью «За трудовую доблесть» (1970 г., СССР). Заслуженный деятель науки Республики Армения (2015).